# 察剌
察剌（蒙古語: Čalan），13世紀後期蒙古帝国速勒都思（孫都思氏）出身千戶，是蒙古开国四杰之一赤老溫之孙。
察剌的父亲纳图儿，成吉思汗时代的必阇赤（書記官）。参与征伐金朝，数有功。后参与攻打西夏，阵亡。察剌跟随成吉思汗遠征西域，因功被任命为业里城子达鲁花赤。察剌在窝阔台即位前就事奉他，参与平定金朝，因功赐金符，改授随州军民达鲁花赤。之后去世。察剌死後，其子忽纳，袭父职，担任随州军民达鲁花赤。因随州交通不便，改治南陽府昆陽。至元十三年（1276年），参与攻打南宋，以管軍万户率軍渡長江加金虎符，授湖广行省枢密院判官。宋朝灭亡后，担任江西湖東道肃政廉访使。因其有惠政，死后百姓绘像立祠，赠通议大夫、佥枢密院事、上轻车都尉，追封陈留郡公，谥景桓。他的儿子式列乌台、脱帖穆耳。

## 家族
- 千户鎖儿罕失剌（Sorqan Šira，سورغان شيره/Sūrghān Shīra）
  - 赤老温（Čila'un ba'atur，چيلاوغان بهادر/Chīlāūghān bahādur）
    - 宿敦（Sudon noyan，سدون نویان/Sudūn Nūyān）
      - （Qajudar，قاجودر/Qājūdar）
      - （Sartaq noyan，سرتاق نویان/Sartāq Nūyān）
      - （Burja，بورجه/Būrja）
      - 孙札黑那颜（Sunjaq noyan，سونجاق نویان/Sūnjāq Nūyān）
      - 秃丹（Tudan，تودان/Tūdān）
        - （Malik，ملك）
          - 万户出班（Čuban，جوبان/Jūbān）
            - （Amīr Ḥasan，أمير حسن）
            - （Temür taš，أمير تیمور تاش/Amīr tīmūr Tāsh）
            - （Damshaq noyan，خواجه نویان）
            - （Shaikh Maḥmūd，شيخ محمود）

    - 阿剌罕（Alaqan）
      - 鎖兀都（Soγudu）
        - 唐古䚟（Tangγutai）
          - 健都班（Gaindu-dpal）

    - 纳图儿（Nadr）
      - 察剌（Čalan）
        - 忽訥（Uquna）
          - 脱帖穆耳（Toq temür）
            - 月魯不花（Örüg buqa）

  - 沉白（Čimbai）